# Пиньяу, Тио
Тио Пиньяу (англ. Theo Piniau; род. 8 июня 1993, Кокопо, Айлендс) — папуанский легкоатлет, специалист по бегу на короткие дистанции. Выступает за сборную Папуа — Новой Гвинеи по лёгкой атлетике с 2013 года, двукратный чемпион Океании, чемпион Тихоокеанских игр, участник летних Олимпийских игр в Рио-де-Жанейро.

## Биография
Тио Пиньяу родился 8 июня 1993 года в городе Кокопо на острове Новая Британия, Папуа — Новая Гвинея.
Впервые заявил о себе в лёгкой атлетике на международной арене в 2012 году, выиграв две бронзовые медали на юниорском чемпионате Океании в Кэрнсе — в беге на 200 и 400 метров.
Первого серьёзного успеха на взрослом международном уровне добился в сезоне 2013 года, когда вошёл в основной состав папуанской национальной сборной и побывал на взрослом чемпионате Океании в Папеэте, откуда привёз награду бронзового достоинства, выигранную в беге на 400 метров.
В 2014 году на чемпионате Океании в Аваруа трижды поднимался на пьедестал почёта: стал серебряным призёром на дистанции 200 метров, тогда как в беге на 400 метров и в эстафете 4 × 400 метров получил золото. Кроме того, выступил на Играх Содружества в Глазго, но здесь попасть в число призёров не смог.
На домашних Тихоокеанских играх в Порт-Морсби одержал победу в эстафете 4 × 400 метров, выиграл бронзовую и серебряную медали в беге на 200 и 400 метров соответственно.
Благодаря череде удачных выступлений удостоился права защищать честь страны на летних Олимпийских играх 2016 года в Рио-де-Жанейро — стартовал здесь в беге на 200 метров, но не смог преодолеть предварительный квалификационный забег, показав время 22,14 секунды.
После Олимпиады Пиньяу остался в составе легкоатлетической команды Папуа — Новой Гвинеи и продолжил принимать участие в крупнейших международных стартах. Так, в 2017 году в беге на 400 метров он стал бронзовым призёром на чемпионате Океании в Суве, получил серебро на Тихоокеанских мини-играх в Порт-Виле в беге на 200 метров.
В сезоне 2018 года отметился выступлением на Играх Содружества в Голд-Косте.